# Alfons Brydenbach
Alfons „Fons“ Brydenbach (* 12. Oktober 1954 in Vorselaar; † 8. Mai 2009 in Wechelderzande) war ein belgischer Leichtathlet, der zweimal das olympische Finale im 400-Meter-Lauf erreichte.
1973 wechselte Brydenbach vom Kurzsprint auf die 400-Meter-Strecke und siegte bei den Junioreneuropameisterschaften in Duisburg in 45,86 Sekunden. 1974 siegte er bei den Halleneuropameisterschaften in Göteborg in 46,60 Sekunden, nachdem er kurz zuvor in Sofia in 45,9 Sekunden eine Hallenweltbestleistung gelaufen war. Bei den Freiluft-Europameisterschaften 1974 in Rom schied er als Fünfter seines Halbfinales in 45,43 Sekunden aus. Bei den Olympischen Spielen 1976 in Montreal gelang es Brydenbach, sich im Halbfinale als Zweiter hinter dem späteren Olympiasieger Alberto Juantorena für das Finale zu qualifizieren. Dort lief er in 45,04 Sekunden belgischen Landesrekord und verpasste als Vierter die Bronzemedaille um neun Hundertstelsekunden. 1977 gewann Brydenbach bei den Halleneuropameisterschaften in San Sebastian in 46,53 Sekunden seinen zweiten großen Titel. In der Freiluftsaison 1977 siegte er bei der Universiade. Nach zwei schwächeren Jahren erreichte Brydenbach bei den Olympischen Spielen 1980 noch einmal das Finale; als Fünfter in 45,10 Sekunden lag er eine Hundertstelsekunde hinter Juantorena, der diesmal Vierter wurde.
1981 stellte Brydenbach mit drei Mannschaftskameraden in 3:03,68 Minuten einen neuen belgischen Landesrekord auf. Dieser Rekord wurde erst 2008 nach 27 Jahren verbessert, ein Mitglied dieser Staffel, Cédric Van Branteghem, hatte 2003 ebenfalls nach 27 Jahren Brydenbachs Rekord über 400 Meter unterboten.
Mit 28 Jahren beendete Brydenbach seine sportliche Laufbahn nach anhaltenden Achillessehnenbeschwerden. Bei einer Körpergröße von 1,85 Meter betrug sein Wettkampfgewicht 77 Kilogramm.
Brydenbach hatte während seiner Karriere an der Katholischen Universität Löwen studiert und arbeitete zunächst als Lehrer. Später wechselte er die Branche und war bei Janssen Pharmaceutica im PR-Bereich tätig. 2005 erkrankte Brydenbach an Prostatakrebs. 2009 erlag er dieser Krankheit.